# 廟街221號
廟街221號（英語：221 Temple Street）是位於香港九龍油尖旺區油麻地的一個屋苑，位處觀光景點廟街夜市的南端，也是香港房屋協會轄下的一個市區改善計劃屋苑。不過跟其他同類型屋苑相異之處，在於這幢樓宇是純粹出租予單身男士，沒有出售予公眾。房協曾表示這樣的目的，是在於改善區內籠屋居民的居住環境，兼由當時的油麻地區議會撥款資助裝修和購置傢俱。

## 歷史
廟街221號由舊樓重建而成，樓高5層，1梯1伙，佔地面積僅72平方米，1983年落成。當初房協在該年8月22日，以招標形式出售整幢樓宇，底價是270萬港元，並否認採用此售賣方法與當時地產市道不景有關，又表示如果反應好，日後就沿用這形式出售其他市區改善計劃樓宇。不過到年尾，房協卻計劃將這幢樓宇改為作單身男士宿舍並繼續由房協管理，目的是改善區內籠屋居民的居住環境，兼由當時的油麻地區議會撥款五萬港元，作資助裝修和購置傢俱之用，其中一樓特別提供予年長者入住。
翌年房協再公佈這個單身男士宿舍的詳情，將在單位內設置雙格床位，每層可住六人，換言之整個宿舍可容納卅人；入住者每月需要付介乎180至240港元租金，並要接受政務處、社會福利署、房協和區議會代表組成的小組作資格審查。事實上，房協早在1983年一度將堅尼地城觀龍樓其中兩個單位，改建成單身人士宿舍，共容納12人。
該樓宇正正位處於香港觀光景點廟街夜市的南端，每天晚間都有露天攤檔營業，售賣男性服裝和手工藝品等各式商品。同時，樓宇斜對面亦有面向佐敦道的廟街牌樓，由油尖旺區議會建造，2010年尾落成。

## 交通
| 交通路線列表                                                   |
| -------------------------------------------------------------- |
| 港鐵 - █ 荃灣綫：佐敦站（A出口） - █ 屯馬綫：柯士甸站（A出口） |

## 鄰近
- 廟街夜市
- 九龍佐治五世紀念公園
- 官涌市政大廈
- 佐敦薈
- 永安百貨油麻地店

## 外部連結
- 廟街221號 （页面存档备份，存于），香港房屋協會